# Shaman King: The Super Star
Shaman King: The Super Star je manga koju je napisao i ilustrovao Hirojuki Takei. Predstavlja nastavak njegove mange Shaman King: Flowers, koja je sama po sebi nastavak originalnog Shaman King serijala. Objavljivala se od 2018 do 2023. godine u Kodanšinoj manga reviji Shōnen Magazine Edge. Od 24. avgusta do 23. novembra 2024. godine manga se objavljivala na internet aplikaciji Magazine pocket. Ima ukupno deset tomova.

## Izdavaštvo
Mangu Shaman King: The Super Star napisao je i ilustrovao Hirojuki Takei. Serijal je najavljen 2017. godine, nakon čega je, 17. aprila 2018., objavljen prolog od tri poglavlja u Kodanšinoj manga reviji . Serijalizacija je započeta 17. maja iste godine. Od decembra 2018. do juna 2019. godine, manga se nije objavljivala. Nakon što je serijalizacija nastavljena, decembra 2019. godine rečeno je da se manga privodi kraju. Manga se završila 23. novembra 2024. godine. Trenutna poglavlja sakupljena su u devet tomova. Prvi je izašao 15. novembra 2018. godine.

### Spisak tomova
| - 01. "!" (側車で来た! "!") - 02. "" (イタコパワー ") - 03. "" (越えられない壁 ") - 04. "" (鬼持ち ") - 05. "" (未確認飛行部隊 ") - 06. "" (ファイト零戦の旅立ち ") - 07. "" (八月の老人 ") |

| - 08. "" (ぜんぜん兵器 ") - 09. "" (躊躇リアル ") - 10. "" (魂バトラー花ちゃん ") - 11. "" (―おい―信州中のインターバル ") - 12. "" (パッチガール ") - 13. "" () - 14. "" (鉄匣の地獄兵 ") |

| - 15: "" (青梅回想 ") - 16: "" (天国の門 ") - 17: "" (始まりのルシフェル ") - 18: "" (客船上のアリア ") - 19: "" (漂流 ") - 20: "" (～スカイハリケーン～ ") - 21: "" (収束活動 ") |

| - 22: "" (新世界 ") - 23: "" (新世界 ") - 24: "" (アンナ・クラウド ") - 25: "" (アナラムネ ") - 26: "" () - 27: "" (最終廻 さらばデスゼロ ") |

| - 28: "" (のぞみ ") - 29: "" (しおり ") - 30: "" (自主行動 ") - 31: "" (地元の不良 ") - 32: "" (宿 ") |

| - 33: "" (宿ボーン～たぶん最後の修学旅行～ ") - 34: "" (減点怪奇 ") - 35: "" (ひかり ") - 36: "" (こだま (前編) ") - 37: "" (こだま (後編) ") - 38: "" (こまち ") |

| - 39: "" (無知のちダチ ") - 40: "" (わからせドラゴン ") - 41: "" (わかりみドラゴン ") - 42: "" (インタビュー・グリーン ") - 43: "" (ターバイン信仰 ") - 44: "" (愛の深度 ") |

| - 45: "" (愛の深度 part2 ") - 46: "" (愛の深度 part3 ") - 47: "" (愛の深度 part4 ") - 48: "" (愛の深度 part5 ") - 49: "" (愛の深度 part6 ") - 50: "" (愛の深度 part7 ") - 51: "" (愛の深度 part8 ") - 52: "" (愛の深度 part9 ") |

| - 53: "" (愛の深度 part10 ") - 54: "" (愛の深度 part11 ") - 55: "" (愛の深度 part12 ") - 56: "" (愛の深度 part13 ") - 57: "" (愛の深度 part14 ") - 58: "" (愛の深度 part15 ") - 59: "" (愛の深度 part16 ") - 60: "" (愛の深度 part17 ") |